# 陽明山

陽明山国家公園の位置

陽明山（ようめいさん）は、台湾台北市郊外の主に新北区に位置する山々の一般的名称で、現在は陽明山国家公園とほぼ同義語として使われ、風景区・温泉として観光開発が進められた。旧称は草山と称されたが、1950年に当時の中華民国総統蔣介石により、現在の名称に改名された。なお「陽明」という名は、明代の学者王陽明にちなんでいる。
陽明山は大屯山や七星山など複数の火山から形成される地域で、噴火口やカルデラなどの奇観を目にすることができる。北投から金山にかけてのラインには断層が走り、そこから数多くの温泉が湧いている。標高の高い箇所では、亜熱帯に属しながらも冬季になるとごくまれに積雪が観測されることもある。陽明山が雪化粧した姿を「屯山積雪」と称し、淡北八景の一つとされている。
陽明山中腹は台湾別荘地として開発され、週末には夜景を楽しむ観光客で賑わっている。

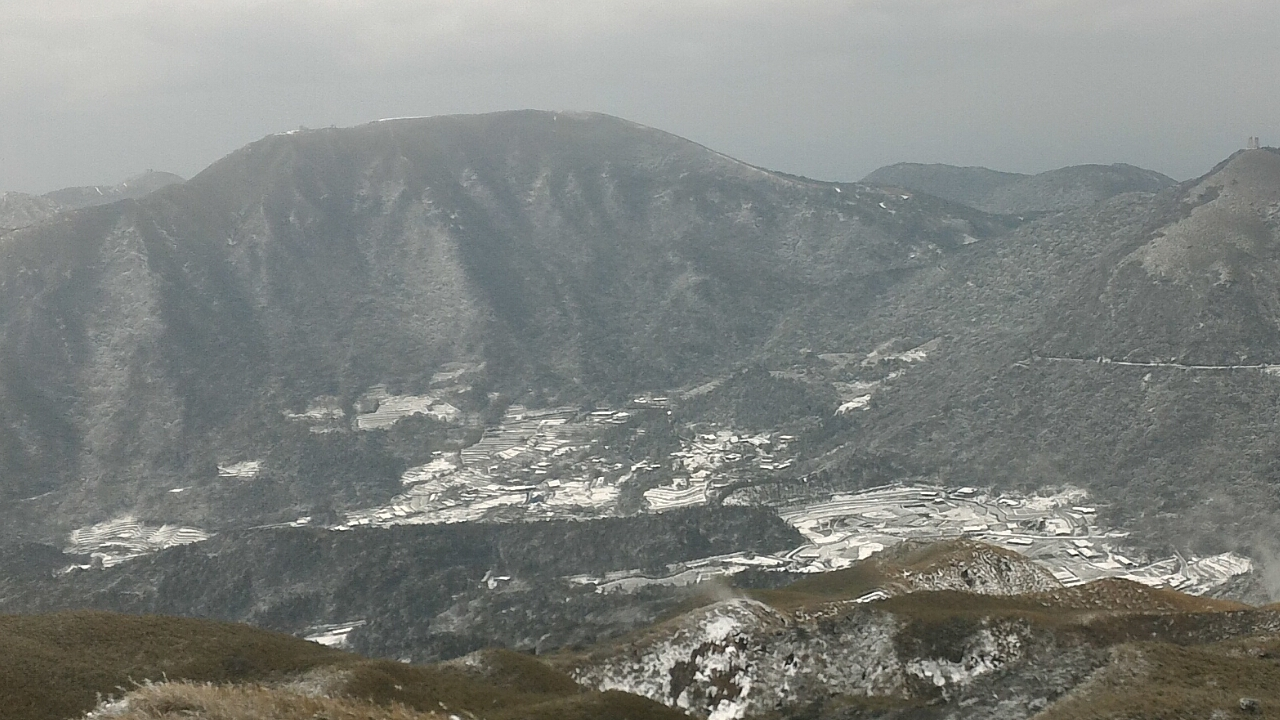
大屯山
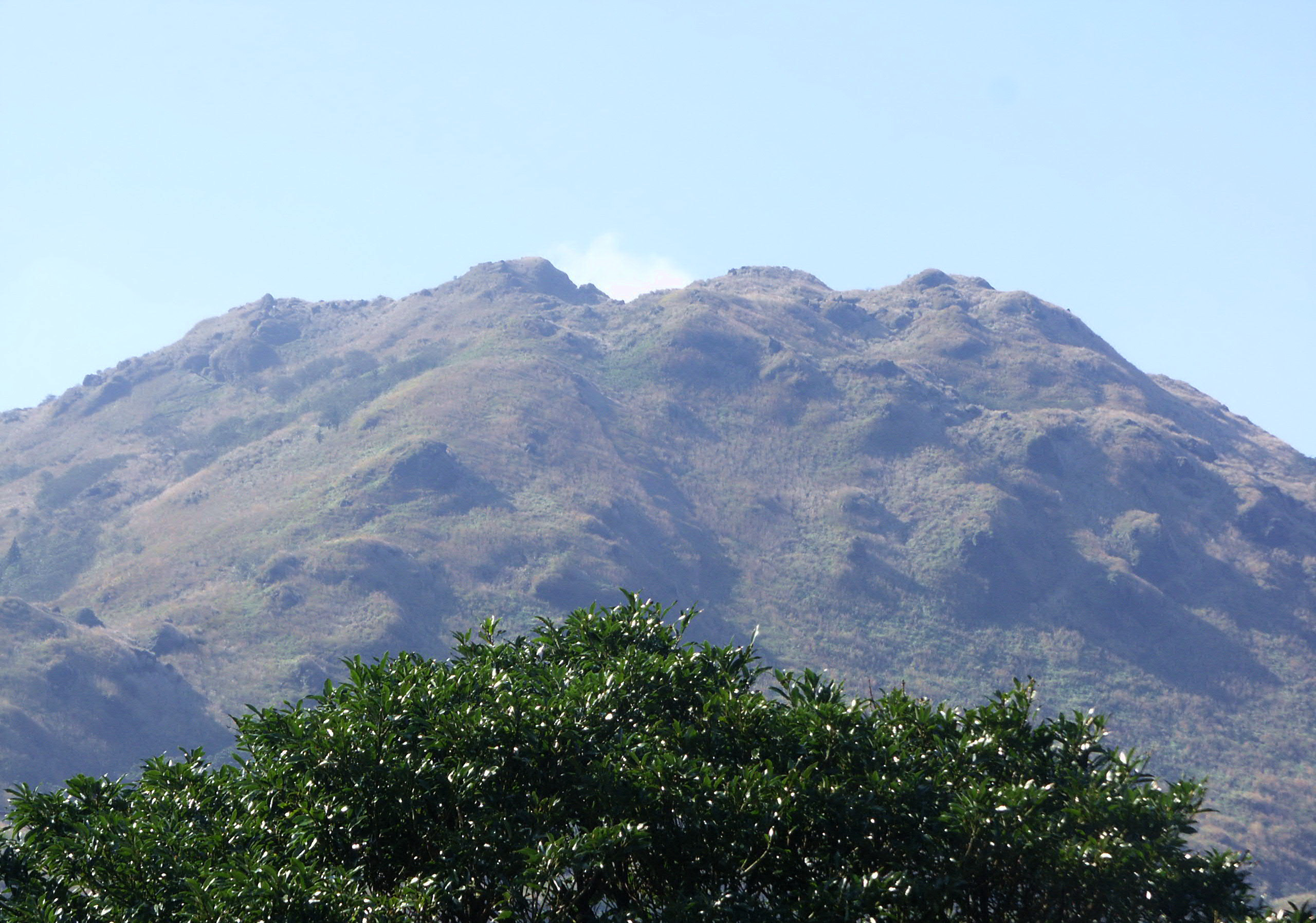
七星山
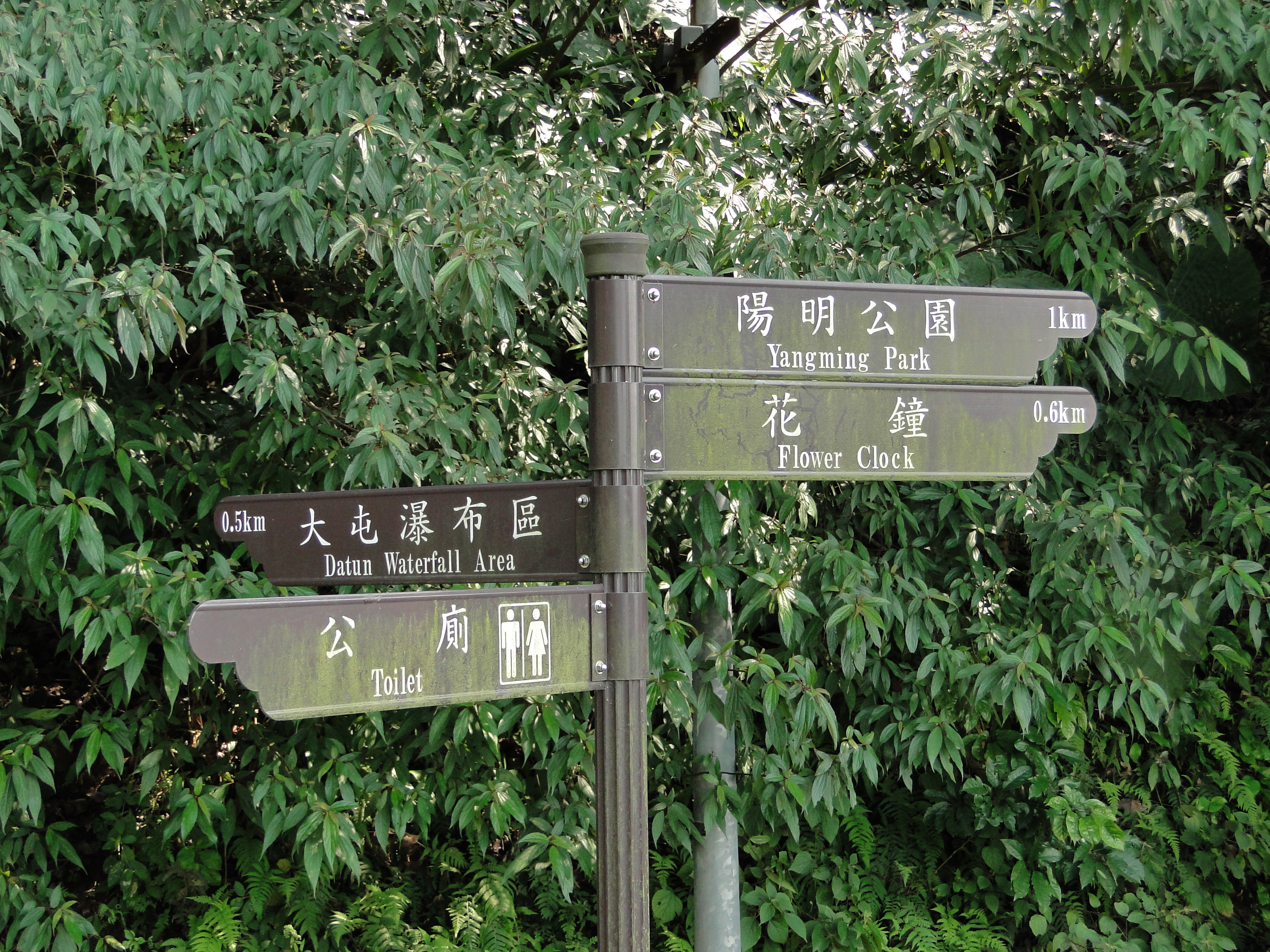
案内標識

## 陽明山国家公園
陽明山公園は台湾で3番目に成立した国家公園である。陽明山は旧名を草山と称し、具体的な山を示すのではなく大屯山、七星山、紗帽山、小観音山により構成される山部を総称したものである。
- 1926年：島内最大の新聞社であった台湾日日新報社は「台湾八景」の公募を行い、大反響を呼んだ。「八景」の他に「別格」二景（台湾神社・新高山）と「十二勝」を選定し、「草山」（現、陽明山）は「北投」などとともに「十二勝」の一つに選ばれた。日本人は「台湾の箱根」と称した。
- 1932年：日本統治時代に大屯山国立公園協会が成立。
- 1937年：大屯、新高阿里山、次高タロコの国立公園成立。
- 1949年：蔣介石は首都を台湾島の台北の草山（現、陽明山）に移し、臨時首都とした。
- 1950年：蔣介石は明代の学者王陽明を記念し「陽明山」と改名。
- 1962年：台湾省公共工程局（現在の住都局）陽明山国家公園化計画に着手。当初の面積は28,400ヘクタールとし北海岸、観音山、大屯火山群を含んでいた。
- 1985年9月16日：台北市及び台北県にまたがる11,455ヘクタールの地域が陽明山国家公園が台湾3番目の国家公園として指定される。

## 気候
| 鞍部 (1981-2010)の気候 | 鞍部 (1981-2010)の気候 | 鞍部 (1981-2010)の気候 | 鞍部 (1981-2010)の気候 | 鞍部 (1981-2010)の気候 | 鞍部 (1981-2010)の気候 | 鞍部 (1981-2010)の気候 | 鞍部 (1981-2010)の気候 | 鞍部 (1981-2010)の気候 | 鞍部 (1981-2010)の気候 | 鞍部 (1981-2010)の気候 | 鞍部 (1981-2010)の気候 | 鞍部 (1981-2010)の気候 | 鞍部 (1981-2010)の気候 |
| 月                     | 1月                    | 2月                    | 3月                    | 4月                    | 5月                    | 6月                    | 7月                    | 8月                    | 9月                    | 10月                   | 11月                   | 12月                   | 年                     |
| ---------------------- | ---------------------- | ---------------------- | ---------------------- | ---------------------- | ---------------------- | ---------------------- | ---------------------- | ---------------------- | ---------------------- | ---------------------- | ---------------------- | ---------------------- | ---------------------- |
| 最高気温記録 °C （°F） | 24.5 (76.1)            | 27.0 (80.6)            | 27.7 (81.9)            | 28.8 (83.8)            | 29.9 (85.8)            | 31.0 (87.8)            | 31.9 (89.4)            | 31.2 (88.2)            | 31.4 (88.5)            | 30.7 (87.3)            | 27.4 (81.3)            | 25.7 (78.3)            | 31.9 (89.4)            |
| 平均最高気温 °C （°F） | 13.1 (55.6)            | 14.1 (57.4)            | 16.9 (62.4)            | 20.2 (68.4)            | 23.0 (73.4)            | 25.2 (77.4)            | 27.2 (81)              | 26.6 (79.9)            | 24.1 (75.4)            | 20.6 (69.1)            | 17.6 (63.7)            | 14.3 (57.7)            | 20.2 (68.4)            |
| 日平均気温 °C （°F）   | 10.1 (50.2)            | 10.9 (51.6)            | 13.0 (55.4)            | 16.4 (61.5)            | 19.4 (66.9)            | 21.8 (71.2)            | 23.2 (73.8)            | 22.9 (73.2)            | 21.0 (69.8)            | 17.9 (64.2)            | 14.9 (58.8)            | 11.4 (52.5)            | 16.9 (62.4)            |
| 平均最低気温 °C （°F） | 7.8 (46)               | 8.4 (47.1)             | 10.3 (50.5)            | 13.6 (56.5)            | 16.9 (62.4)            | 19.6 (67.3)            | 20.8 (69.4)            | 20.6 (69.1)            | 19.0 (66.2)            | 16.1 (61)              | 13.0 (55.4)            | 9.3 (48.7)             | 14.6 (58.3)            |
| 最低気温記録 °C （°F） | −3.7 (25.3)            | −2.4 (27.7)            | −2.0 (28.4)            | 1.0 (33.8)             | 8.1 (46.6)             | 11.4 (52.5)            | 16.6 (61.9)            | 15.5 (59.9)            | 12.6 (54.7)            | 6.0 (42.8)             | 1.1 (34)               | −1.6 (29.1)            | −3.7 (25.3)            |
| 雨量 mm （inch）       | 294.3 (11.587)         | 329.2 (12.961)         | 281.8 (11.094)         | 247.9 (9.76)           | 321.2 (12.646)         | 345.8 (13.614)         | 266.1 (10.476)         | 422.5 (16.634)         | 758.5 (29.862)         | 703.5 (27.697)         | 534.7 (21.051)         | 357.6 (14.079)         | 4,863.1 (191.461)      |
| 平均降雨日数           | 22.0                   | 20.0                   | 19.7                   | 16.9                   | 16.6                   | 15.2                   | 10.1                   | 13.3                   | 16.7                   | 19.3                   | 20.6                   | 20.6                   | 211.0                  |
| % 湿度                 | 92.2                   | 92.6                   | 90.4                   | 88.7                   | 87.6                   | 87.7                   | 85.8                   | 87.6                   | 89.7                   | 91.2                   | 91.7                   | 91.3                   | 89.71                  |
| 平均月間日照時間       | 60.5                   | 57.8                   | 76.7                   | 71.3                   | 85.0                   | 81.6                   | 129.7                  | 124.1                  | 87.5                   | 59.5                   | 50.9                   | 50.4                   | 935.0                  |
| 出典：中央気象局       |                        |                        |                        |                        |                        |                        |                        |                        |                        |                        |                        |                        |                        |

## 地理景観
大屯火山群を主とする火山による景観が陽明山国家公園の特色である。公園中には一般に開放される小油坑遊憩区、冷水坑地区、大屯遊憩区、二子坪遊憩区、擎天崗地区、陽明書屋、林語堂故居、龍鳳谷硫磺谷遊憩区および学術研究者にのみ開放される生態保護区として鹿角坑保護区、夢幻湖保護区がある。
- 小油坑遊憩区：海抜約805メートルにある中央部の窪みから一年中蒸気が噴出している。七星山の北西麓に位置し、七星山歩道の登山口となっている。
- 冷水坑地区：陽明山国家公園の他の温泉に比べて低温である40℃の湯が湧出する、冷水坑を中心とする地区。湧出水に硫黄分20～40%を含有する台湾唯一の沉澱硫磺礦床であり、池水は乳白色を呈する。付近の海抜約860メートルにある夢幻湖生態保護区内の湖には、台湾固有の水生蕨類である台灣水韭（中国語版）が群生し、一般の立ち入りが制限されている。
- 大屯遊憩区：大屯群峰、面天山、向天山、菜公坑山等を含む地区。海抜は約800メートルで、観光センターでは「藍染」産業を紹介している。大屯自然公園と称されることもある。
- 二子坪遊憩区：二子坪は火山活動により形成された凹地であり、大屯主峰と二子山の間に位置する。地形の関係でしばしば霧が発生することでが知られる。地区内の1,700メートルの歩道は自転車の乗り入れが禁止されている。
- 擎天崗地区：以前は大規模な牧場が設置され、日本統治時代は大嶺牧場と称されていた。現在はわずかに牛が放牧されている。附近には魚路古道、和石梯嶺登山歩道、落差20メートルの絹絲瀑布がある。
- 陽明書屋：1969年に建設された、陽明山国家公園の主要な建築物・人文史蹟である。敷地面積は15ヘクタール。元来は蔣介石の別邸であり、｢中興賓館｣とも称されたが、1975年に｢陽明書屋｣と改称。1997年には国家公園に寄付され、1998年から一般開放されている。

園内の海抜200～1000メートルの地域114.55平方メートルは、亜熱帯・温帯気候区に属し、まれに降雪が観測される。積雪した風景は屯山積雪と呼ばれ、淡水八景の一つに数えられている。

## 陽明山を舞台とした作品
- 小説:埴谷雄高『虚空』(1950年)